# 阿爾納希區

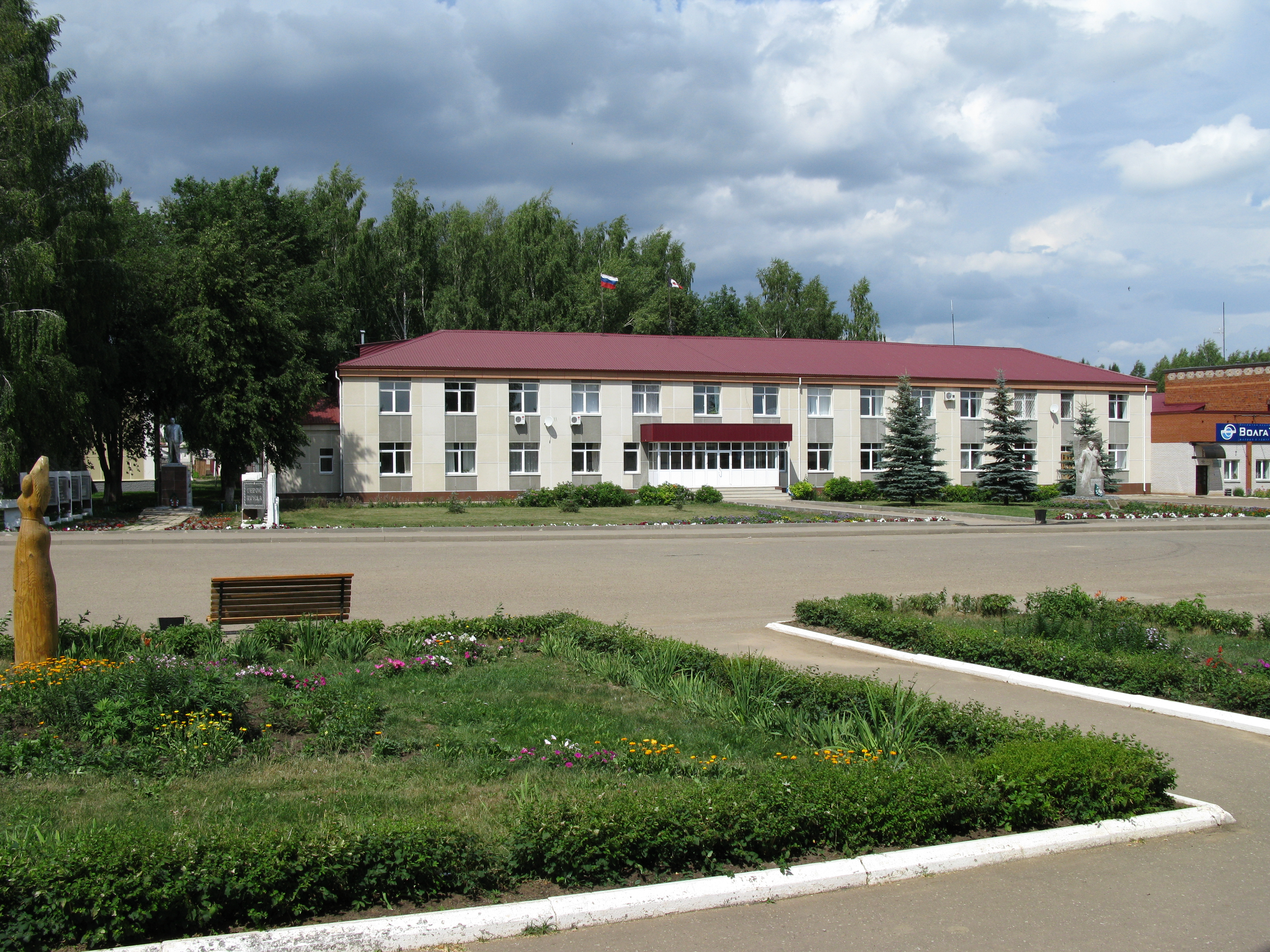

56°11′N 52°28′E / 56.183°N 52.467°E
阿爾納希區（俄语：Алнашский район），是俄羅斯的一個區，位於該國西南部，由烏德穆爾特共和國負責管轄，始建於1929年7月15日，面積896平方公里，2016年人口18,997，人口密度每平方公里21.2人。